# Vrh (Krk)
Pour les articles homonymes, voir Vrh.
Vrh est une localité de Croatie située sur l'île de Krk et dans la municipalité de Krk, comitat de Primorje-Gorski Kotar. En 2001, la localité comptait 769 habitants.

## Démographie
| 1948 | 1953 | 1961 | 1971 | 1981 | 1991 | 2001 |
| ---- | ---- | ---- | ---- | ---- | ---- | ---- |
| 567  | 579  | 625  | 645  | 687  | 733  | 769  |